# Ross Perot
Henry Ross Perot (Texarkana, Texas, 27 de junio de 1930-Dallas, Texas, 9 de julio de 2019) fue un político y empresario estadounidense.

## Biografía

### Actividad profesional
Tras haber trabajado para IBM, en 1962 fundó EDS (Electronic Data Systems) empresa de soportes electrónicos que vendió en 1984 a General Motors por $2500 millones de dólares. Invirtió en las etapas iniciales de NeXT y posteriormente entró en los negocios inmobiliario y gasístico, para en 1988 fundar Perot Systems.

### Actividad política

#### Elecciones presidenciales de 1992
En febrero de 1992, Perot anunció en Larry King Live su intención de participar como candidato independiente a las elecciones presidenciales de Estados Unidos de 1992 con un programa anti-establishment. Con políticas como equilibrar el presupuesto federal, favorecer tipos de control de armas, oponerse al TLCAN y promulgar la democracia directa electrónica a través de "asambleas públicas electrónicas", se convirtió en una opción viable para los votantes decepcionados con Bush y Clinton quienes representaban las alas moderadas  de sus partidos.
Varios meses antes de las convenciones Demócrata y Republicana sus partidarios comenzaron campañas de petición para incluirlo en la boleta electoral en los 50 estados con el lema de United We Stand, America (Unidos Estamos de Pie, América). En junio, Perot lideró una encuesta de Gallup con el 39 % de los votos. Durante julio se realizó la Convención Nacional Demócrata de 1992, lo que causó una menor cobertura en televisión nacional y el St. Petersburg Times informó de tácticas tales como obligar a los voluntarios a firmar juramentos de lealtad. Esto dañó los números de las encuestas de Perot, cayendo al 25%, y Hamilton Jordan (un gerente de alto rango en la campaña de Perot) supuestamente amenazó con renunciar, pero altos funcionarios de la campaña lo negaron.
El 16 de julio Perot anunció en Larry King Live que no buscaría la presidencia. Explicó que no quería que la Cámara de Representantes decidiera la elección si el resultado provocaba la división del colegio electoral. Perot finalmente declaró que la razón fue que recibió amenazas de que la campaña de Bush publicaría fotografías alteradas digitalmente para sabotear la boda de su hija. Cualesquiera que fueran sus razones para retirarse, su reputación quedó gravemente dañada. Muchos de sus seguidores se sintieron traicionados y, posteriormente, las encuestas de opinión pública mostraron una visión en gran parte negativa de Perot que estaba ausente antes de su decisión de poner fin a la campaña.
El 1 de octubre anunció su intención de reingresar a la carrera presidencial. Hizo campaña en 16 estados y gastó aproximadamente 12,3 millones de dólares de su propio dinero. Perot empleó la estrategia innovadora de comprar bloques de tiempo de media hora en las principales redes para anuncios de campañas de tipo infomercial; con un programa de viernes por la noche en octubre que atrajo a 10,5 millones de espectadores.
Se convirtió en el único candidato de un tercer partido en participar en un debate presidencial a tres bandas. Justo antes de su participación, Perot recibió un apoyo del 7% al 9% en las encuestas nacionales. Los debates probablemente jugaron un papel importante en su recepción final de casi el 19% del voto popular. Aunque sus respuestas durante los debates a menudo eran generales, Frank Newport de Gallup concluyó que Perot "ganó de manera convincente el primer debate, superando significativamente tanto al retador demócrata Clinton como al actual presidente George H.W. Bush".
El día de la elección general, la fórmula Perot/Stockdale obtuvo 18.9 % de los votos, unos 19 741 065 votos, pero ningún voto del colegio electoral debido a su apoyo constante a lo largo del país, lo que lo convirtió en el candidato presidencial de un tercer partido más exitoso en términos de voto popular desde Theodore Roosevelt en la elección de 1912.

#### Elecciones presidenciales de 1996
En 1995, fundó el Partido de la Reforma y volvió a presentarse en las elecciones presidenciales de Estados Unidos de 1996. Su compañero de fórmula fue Pat Choate. Debido a las leyes de acceso a las boletas, tuvo que postularse como independiente en muchas boletas estatales. Perot recibió el 8 % del voto popular, diez puntos menos que cuatro años antes, pero aun así obtuvo una actuación de un tercer partido inusualmente exitosa para los estándares estadounidenses. Gastó mucho menos de su propio dinero en esta carrera que en los cuatro años anteriores, y también permitió que otras personas contribuyeran a su campaña, a diferencia de la carrera anterior.

#### Otras actividades
En las elecciones presidenciales de 2000, Perot se negó a involucrarse abiertamente en la disputa interna del Partido de la Reforma entre Pat Buchanan y John Hagelin. Según los informes, Perot estaba descontento con lo que vio como la desintegración del partido, así como con su propia representación en la prensa; por lo tanto, optó por permanecer en silencio. Apareció en Larry King Live cuatro días antes de las elecciones y apoyó a George W. Bush para presidente.
En 2004 fue relevado por su hijo, Ross Perot Jr, de la presidencia ejecutiva de Perot Systems, compañía en la que pasó a ocupar el puesto de presidente honorífico.
En enero de 2008, Perot se pronunció públicamente contra el candidato republicano John McCain y respaldó a Mitt Romney para la presidencia. En junio de 2008, se lanzó su blog, centrado en los derechos (Medicare, Medicaid, Seguridad Social), la deuda nacional de EE. UU. y temas relacionados.  En 2012, Perot respaldó nuevamente a Romney para la presidencia.  Perot no dio ningún respaldo para las elecciones de 2016.

### Vida personal
Perot y su esposa Margot (de soltera Birmingham) tuvieron cinco hijos: Ross Jr., Nancy, Suzanne, Carolyn y Katherine. Dejó diecinueve nietos. 
Con una fortuna estimada en 4100 millones de dólares en 2019, fue colocado por la revista Forbes como la 167.º persona más rica en los Estados Unidos.

### Muerte
Perot falleció el 9 de julio de 2019 a los 89 años en Dallas, tras años de lucha contra la leucemia.